# 亨丁頓舞蹈症
亨丁頓舞蹈症（Huntington's Disease, HD）是一種遺傳性疾病，會導致腦細胞死亡。早期症狀往往是情緒或智力方面的輕微問題，接著是不協調和不穩定的步態。隨著疾病的進展，身體運動的不協調變得更加明顯，這方面的能力逐漸惡化直到運動變得困難，無法說話。心智能力則通常會衰退為癡呆症。罹患此症患者的具體症狀會有所不同。症狀通常在出現在30到50歲之間，但也有其他年齡段的亨丁頓舞蹈症患者 。在帶有與罹患此症相關異常的染色體家族中，其成員可能於較年輕時就發病。大約8％的病例在20歲以前發病，其典型症狀與帕金森病更近似。此症患者經常會低估了自身病狀。

## 發生原因及診斷
亨丁頓舞蹈症通常是自父母遺傳而來的，惟其中10％的病例則是因新產生的基因突變所導致。此症是因名為Huntingtin一對基因中的任一個染色體發生顯性突變而導致，這意味着擁有這基因的人的孩子有50％的機會遺傳到此症。 Huntingtin基因提供一種名為“亨丁頓”蛋白質的基因編碼，但該基因在編碼亨丁頓蛋白質時，卻重複複製了擴增CAG（胞嘧啶 - 腺嘌呤 - 鸟嘌呤）此3鹼基1組的序列，導致蛋白質生產異常，並通過不明機制逐漸損害脑中的细胞。目前無論症狀是否已發生，隨時都可透過基因檢測以確診是否罹患此症 ，但這會衍生出幾個道德議題：有罹患此症的高風險者要到幾歲才可認為心智足夠成熟而可以選擇接受測試、父母是否有權要求對小孩進行測試，以及測試結果應如何保密和揭露。

## 治療、流行病學及預後
亨丁頓舞蹈症目前無法治癒 。在病程進展至末期時，患者需要全時間的照顧。治療可以緩解部份症狀，也可以提升一些生活品質 ，目前證據顯示，針對身體運動問題最有效的治療方式是給予丁苯那嗪藥物。在歐裔人士中，此症的盛行率為每十萬人中4至15人 ，但在日本人中則非常少見，而目前還沒有非洲人口的盛行率數據。此症在男性及女性的發生率相近。此症會引發像肺炎、心臟病等併發症，也會因為跌倒造成身體受傷，這些原因都會降低患者的預期壽命，另外則有9%是自殺身亡。經統計，此症患者在確診後的十五年到二十年之間死亡率最高。

## 歷史及研究
最早對於亨丁頓舞蹈症的描述可能是來自於查爾斯·奧斯卡·沃特斯（Charles Oscar Waters）在1841年的描述，而因喬治·亨丁頓在1872年時對此症作出了更具體的描述，因此之後即將此症命名為「亨丁頓舞蹈症」。而此症的遺傳學基礎是在1993年由遗传性疾病基金会組成的國際合作計劃所發現 。1960年代開始的相關研究及支援團體讓社會大眾更瞭解此症、提供病患以及其家屬協助，並促進相關研究。目前的研究方向包括確認此症確切的發生機制、提昇模式生物來幫助研究、測試可以治療症狀或是減緩疾病惡化的藥物、以及研究像是幹細胞治療等療法，目的都是在於試圖修復異常蛋白質對腦細胞所造成的損傷。
台灣中央研究院研究團隊發現，以患有亨丁頓舞蹈症（HD）的小鼠作實驗模型，觀察到生病的小鼠體內微膠細胞會出現大量「Galectin-3」及破損的溶酶體，並發現到發炎的微膠細胞內，「Galectin-3」會結合在破損的溶酶體內膜，干擾細胞清除破損的溶酶體，加劇神經發炎反應。研究團隊並認為，透過藥物或基因方法抑制「Galectin-3」能有效地改善細胞清除溶酶體的能力，降低微膠細胞的發炎反應，進而減緩神經退化疾病的病程，並改善腦神經退化小鼠的症狀及壽命。這項研究已在2019年8月刊登在知名國際期刊自然-通讯。

## 反義寡核苷酸藥物治療
所謂反義寡核苷酸是經過化學方式修改過的短鏈單股DNA或RNA，「反義」是指DNA的雙股中非作為「模板」的那一股，而核苷酸則是組成DNA和RNA的基本單位。反義寡核苷酸可結合RNA，藉此改變特定基因的表現，以製造特定蛋白質，或抑制製造會致命的蛋白質，因此反義寡核苷酸有可能用以壓制擴增CAG基因製造蛋白質，從而減緩患者腦部損害的程度及速度。目前相關藥物在美國已進入臨床試驗的最後階段。